# Leonardtown
La ville de Leonardtown est le siège du comté de Saint Mary, situé dans le Maryland, aux États-Unis.